# Spanking

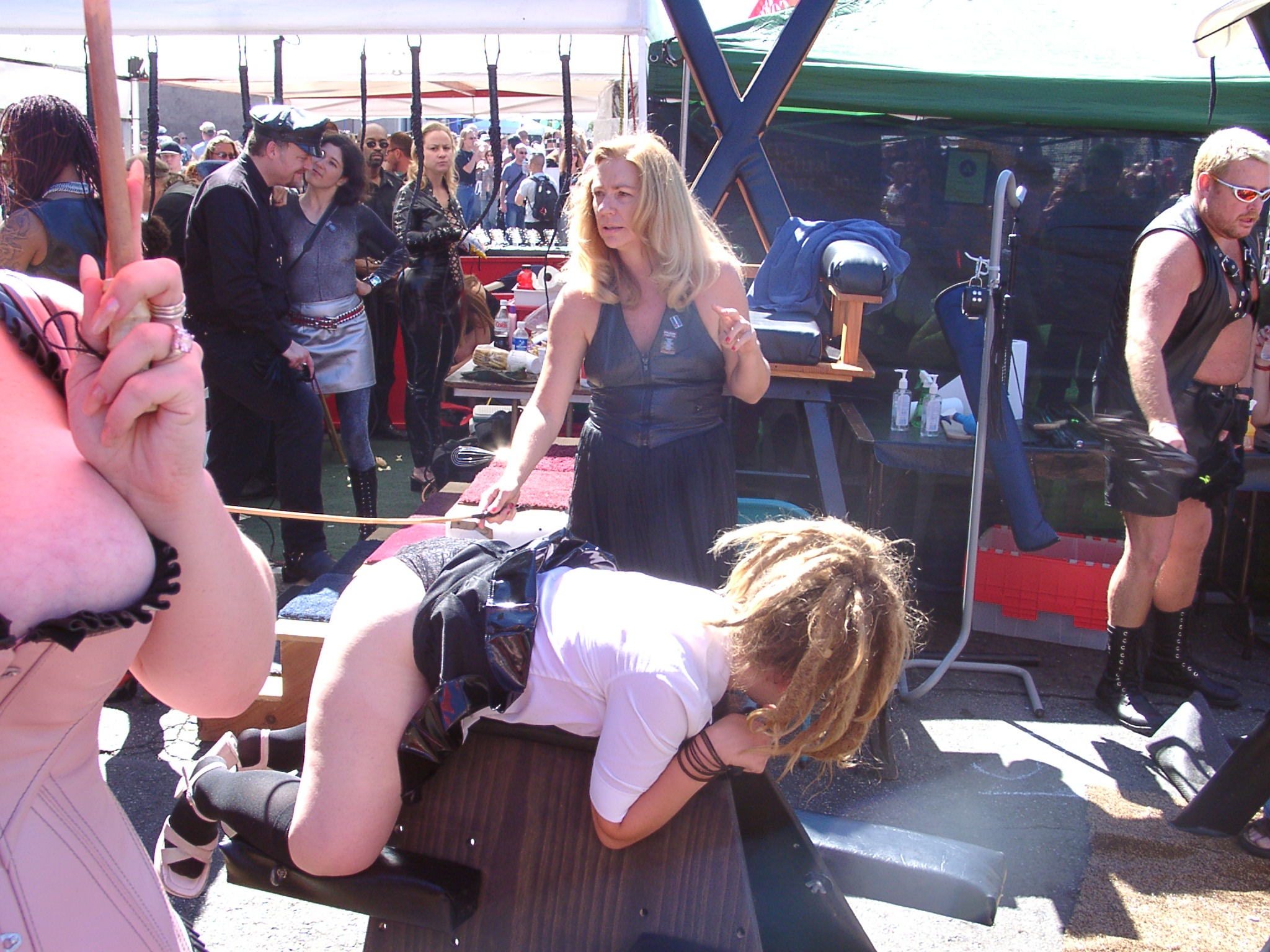
Folsom Street Fair 2004 v San Franciscu

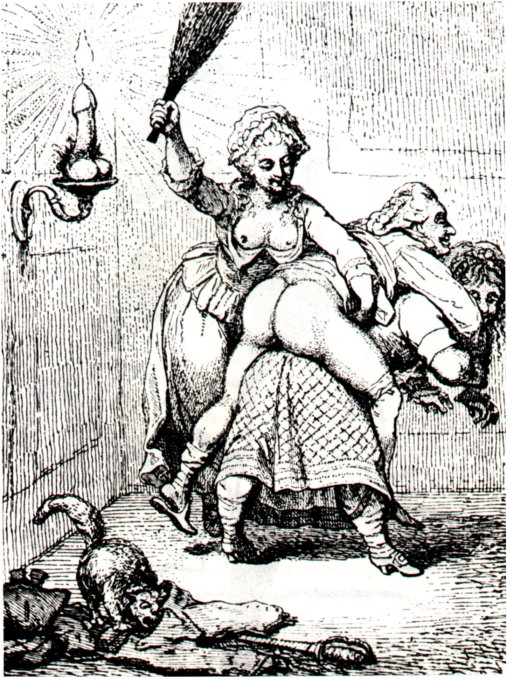
kresba pocházející z roku 1780

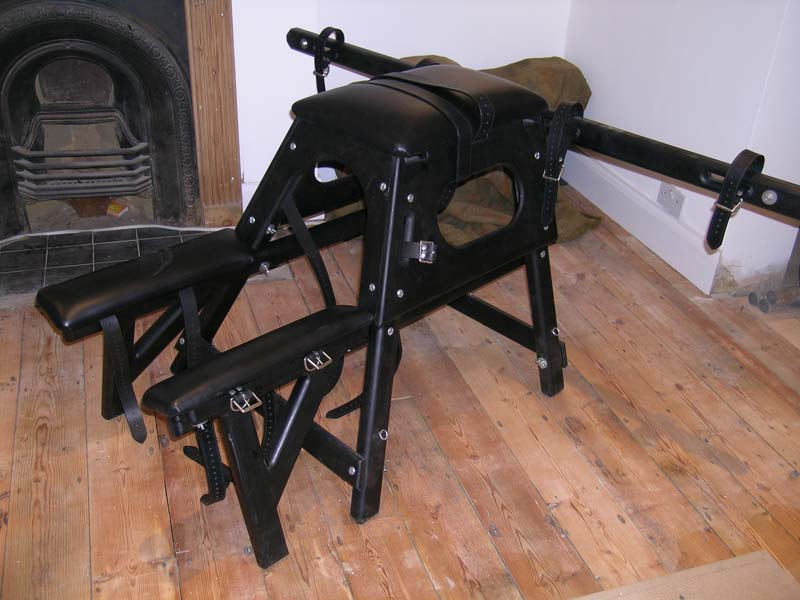
Lavice na spanking

Spanking je anglický výraz pro výprask prováděný v rámci erotické hry. Bývá používán jako součást sexuální předehry nebo jako samostatná, nekoitální forma sexu. Tak je tomu především u sadisticko masochistických vztahů, kde orgasmus je vyvoláván působením, respektive způsobováním bolesti. Přestože tomu tak nemusí být vždy, většinou se spanking řadí mezi praktiky BDSM.

## Historie
Již staří Římané… chtělo by se říci s klasikem, ale nejenom Římané, proslulí dnes díky prostopášnostem více než pro své občanské ctnosti. Dejme slovo dílu ještě staršímu, totiž Kámasútře: „…ženy ze Strírádžje a z Kóšaly jsou stále žádostivé, touží po bolestivých úderech … pokud žena není zvyklá na bití při tělesném spojení, může křičet „Dost!“ nebo „Přestaň!“ nebo může naříkat „Maminko moje!“ a mezitím se ohlašuje tlumenými vzdechy, pláčem a „hlasem hromu“.“ Autor Kámasútry věnuje bití při milostném aktu samostatnou kapitolu a zcela samozřejmě konstatuje, že slouží a vede ke zvýšení požitku. Tutéž zkušenost činí lidstvo průběžně v celé své historii: fyzická bolest u disponovaných osob zvyšuje nebo probouzí sexuální prožitek. Magdalena, žena pláteníka Matěje z Hradce Králové, veřejně zmrskaná v roce 1514, s úžasem konstatovala, že „…do tý doby žádnýho štěstí nepoznala, a kdyby toho věděla, pro svý štěstí sama sobě šilink (tj. trest mrskání) dáti by kázala“.
Ve viktoriánském období nacházíme v dobové pornografii velké množství znázorněných výprasků, sešlehání, bičování a podobných praktik. Stovky a tisíce rytin, fotografií, literárních popisů výprasků, mrskání a bičování popisují a znázorňují fantazie tehdejší doby. Kromě toho existuje několik erotických novel jako např. Lady Bumtickler's Revels, The Whippingham Papers, An Exhibition of Female Flagellants nebo Lady Fuckingham.

## Praktiky
Spanking vychází z principů fyzické i psychické stimulace. Fyzická stimulace spočívá zejména v dráždění inervovaných erotogenních partií lidského těla. Psychický aspekt spankingu spočívá zejména v pocitech submisivity, studu a explicitní intimity. Mezi partie drážděné výpraskem patří zejména hýždě, dále pak velké stydké pysky, vnitřní strany stehen a jiná erotogenní místa.
Výprasky mohou nabývat různé intenzity. Samozřejmostí však je důvěra mezi zúčastněnými a meze výprasku. Spanking zpravidla nevede ke zranění, avšak má i tvrdší varianty. Ve své základní formě se tak jedná o čistě erotickou hru, která bývá někdy mylně označována jako brutální a deviantní praktika. Záleží ovšem na úhlu pohledu a samozřejmě na intenzitě výprasku.
Ke spankingu se využívá velké množství pomůcek. Do jedné skupiny patří ty jimiž se výprask provádí jako např. rákoska, bičík, důtky, řemen, plácačka, ruka, atp. Do druhé pak fixovací zařízení jako např. Berkleyho koza, atp. Při použití plochých nástrojů je menší riziko zranění.

## Zvyky a tradice
Existuje mnoho zvyků po celém světě, jejichž náplní je spanking.
- V Česku je to pomlázka.
- V Polsku je to takzvané „Pasowanie“, kdy muži i ženy dostávají na oslavě svých osmnáctých narozenin osmnáct ran opaskem přes zadek.
- V Americe a v Evropě je rozšířen zvyk narozeninový výprask, kdy oslavenec dostane na svých narozeninách na zadek počet ran, který je roven jeho věku, a jednu navíc, nazývanou „one for growin' on“. Narozeninový výprask by se měl provádět nástrojem „narozeninové prkénko“, což je dřevěné prkýnko s dírkami, které slouží i jako držák na panáky. Standardní postup je: Nejdříve se do prkénka naskládají panáky s lihovinou, poté se všichni napijí, oslavenec se přehne přes stůl a ostatní se strídají ve vyplácení prkénkem.

## Mýty
Častým mýtem je, že tato praktika přitahuje výhradně muže. Podle četných výzkumů je ovšem záliba v erotickém výprasku rozšířena u obou pohlaví. U žen je však často latentní zejména ze společenských důvodů.